# Jacques Damiot
Jacques Damiot est né le 27 juillet 1914 à Lèves (Eure-et-Loir) et mort le 20 septembre 1983 à Paris. Inhumé au cimetière de Chartres. Il était antiquaire, décorateur et collectionneur.

## Collectionneur
- Jacques Damiot est considéré comme le plus grand collectionneur français d'automates en état de fonctionnement. Il a rassemblé plus d'une soixantaine de pièces du XIXe siècle, les a fait fonctionner et jouer. D'abord installée dans la région toulousaine, elle a été transportée en 1978 à Neuilly-sur-Seine dans l'hôtel particulier légué par le collectionneur Arturo Lopez. Jacques Damiot y créa en fait deux musées d'art : le Musée de la femme et sa collection d'automates.

Le "château Arturo Lopez" et la collection, acquis par la commune de Neuilly-sur-Seine, sont devenus ensuite musée municipal des Automates.

## Décorateur
1946 - décoration des intérieurs de la pièce de Théâtre  Auprès de ma blonde, comédie de Marcel Achard mise en scène Pierre Fresnay, théâtre de la Michodière, 7 mai 1946

## Scénographe
- 1948 - Du côté de chez Proust - Curzio Malaparte - Théâtre de la Michodière ;
- 1949 - Chéri - Colette & Léopold Marchand d'après Colette - Théâtre de la Madeleine ;
- 1951 - Le collier de perles - Lucien François - La Pépinière-Théâtre ;
- 1966 - Une fois par semaine - d'après Muriel Resnik - Théâtre de la Madeleine[1].